# NA5
NA5 war ein Experiment am Super Proton Synchrotron des CERN, das 1977 bis 1980 durchgeführt und 1990 abgeschlossen wurde. Ziel war die Erforschung der inelastischen Streuung von Hadronen mittels einer Streamerfunkenkammer und eines einarmigen Spektrometers. Sprecher der Kollaboration war Peter Seyboth vom Max-Planck-Institut für Physik.

## Aufbau
Protonen und Antiprotonen mit 200 GeV/c-Impuls wurden mit einer Rate von bis zu 105 Teilchen pro Sekunde auf verschiedene Proben gelenkt. Als Proben wurden beispielsweise Wasserstoff, Argon und Xenon verwendet. Zum Nachweis der Produkte wurde eine Streamerfunkenkammer benutzt, die sich in einem Magnetfeld mit 1,5 Tesla befand. Die Streamerfunkenkammer selbst war mit einem Helium-Neon-Gasgemisch gefüllt, das unter normalem Atmosphärendruck stand. Die in der Kammer entstehenden Spuren wurden mit drei Kameras festgehalten. An die Streamerfunkenkammer schloss sich ein Spektrometer, bestehend aus sieben magnetostriktiven Funkenkammern an. Drei kleine Vieldraht-Proportionalkammern unterstützten das Spektrometer.